# Heinrich Borstelmann
Heinrich Borstelmann (* im 16. Jahrhundert; † im 17. Jahrhundert) war ein deutscher Glockengießer aus Magdeburg. Er lebte von der zweiten Hälfte des 16. Jahrhunderts bis zur ersten Hälfte des 17. Jahrhunderts. Die genauen Lebensdaten sind nicht überliefert. Er schuf bekannte Glocken im Bereich der Mark Brandenburg.

## Leben und Wirken
Heinrich Borstelmann stammte aus einer Gießerfamilie, die im Raum Braunschweig und Magdeburg tätig war.
Die erste Arbeit eines Glockengießers Heinrich Borstelmann aus Braunschweig (wahrscheinlich seines Vaters), die Glocke zu Calbe in der Altmark, ist für 1546 benannt. Nachfolgend werden in der gleichen Quelle zahlreiche Glocken einem „späteren Heinrich Borstelmann“ für den Zeitraum von 1588 (Bredow) bis 1647 (Belleben im Saalkreise) zugeordnet.

## Werke (Auswahl)

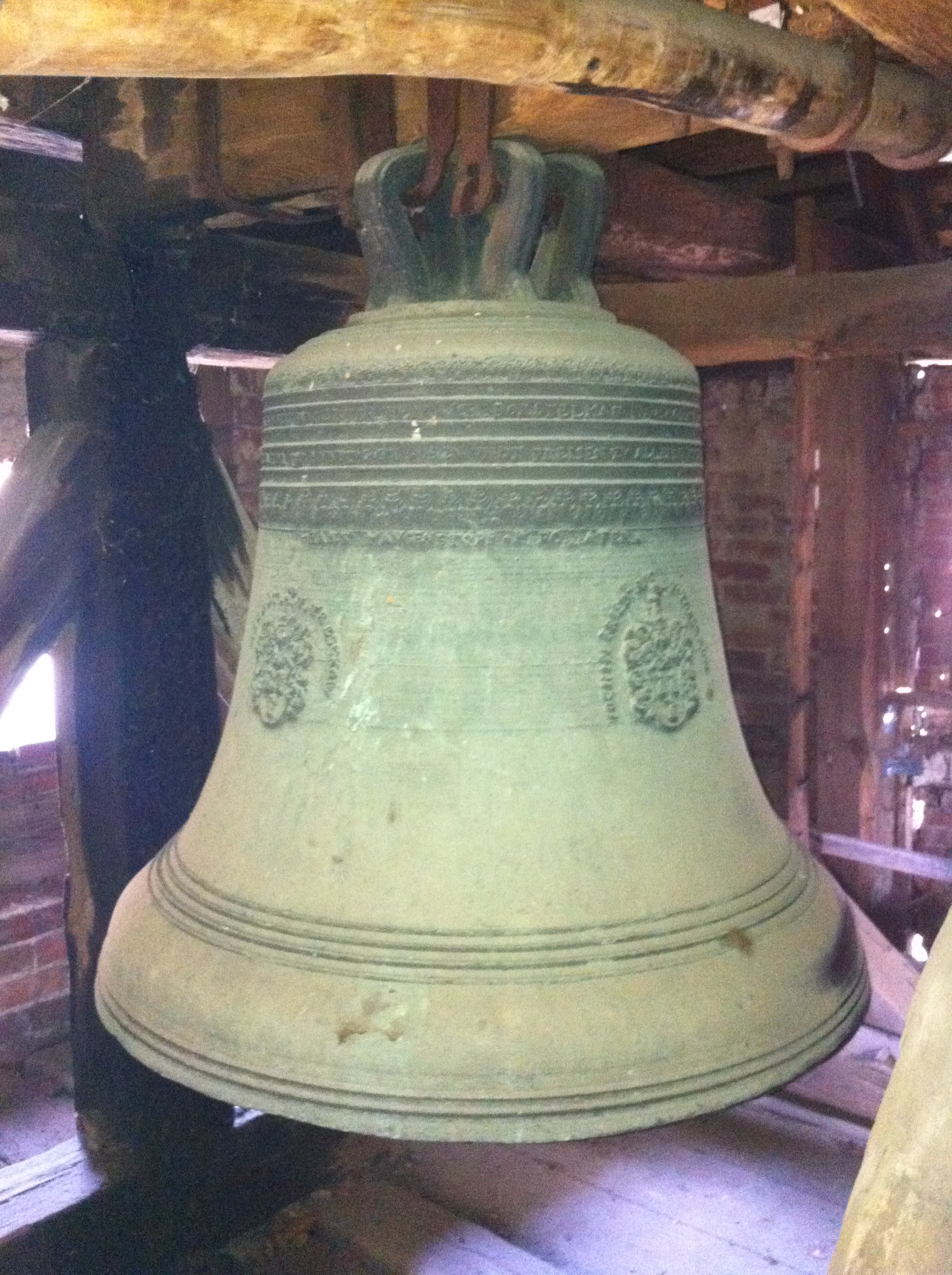
Dorfkirche Schlagenthin, Glocke von Heinrich Borstelmann, 1620

Heute noch existierende Glocken aus der Werkstatt Heinrich Borstelmanns (Auswahl):
- 1590: Kirche in Klieken, zwei Bronzeglocken[4]
- 1591: Johanniskirche in Peseckendorf
- 1592: Pfarrkirche Bornum bei Zerbst
- 1592: Dorfkirche Diedersdorf bei Ludwigsfelde, Glockeninschrift:

„Ich bin in Gottes namen durch feuer geflossen 
 heinrich borstelmann zu magdeburg hat mich gegossen“

- 1593: St. Nikolai in Oberkrämer-Bötzow, 235 kg, Ton h1, Glockeninschrift

„SIT NOMEN DOMINI BENEDICTVM HEINRICH BORSTELMANN ZV MAGDEBVRG ME FECIT ANNO 1593“

- 1595: St. Trinitatis, Bronzeglocke
- 1596 Dorfkirche Serwest
- 1597: Dorfkirche Linum, Bronzeglocke
- 1598: St. Marien-Kirche in Stendal, Bronzeglocke als Morgen- und Abendglocke, 1400 kg, Ton „d“; mit gleichem Relief wie in St. Laurentius-Kirche zu Olvenstedt
- 1598: Dorfkirche in Tuchheim, Bronzeglocke
- 1601: Dorfkirche Volkmaritz in der Gemeinde Seegebiet Mansfelder Land[5]
- 1602: Dorfkirche Vieritz
- 1610: St. Laurentius-Kirche zu Olvenstedt[6], 240 kg, Ton „h“, Glockeninschrift:

„ALS HIER DIE ERST PREDIGT ABGIENG DIE DER PFARR JOHANN KOCH ANFIENG 

GOSS MICH VMB HEINRICH BORSTELMANN SOLT STVND VND PREDIGT MELDEN AN 

ANNO CHRISTI 1610.“

- 1613: Kirche in Wenddorf[7], Bronzeglocke, Glockeninschrift:

„Soli deo Gloria.“

- 1616: Dorfkirche Lühnsdorf, Bronzeglocke, Glockeninschrift:

„ME FECIT ANNO 1616 HEINRICH BORSTELMANN MAGDEBURG“

- 1620: Dorfkirche Schlagenthin[8], zwei Glocken, Glockeninschrift:

„Heinrich von Borstelmann zu Magdeburg goss mich, zu der Versammlung der Christen ruf ich, 

dass sie mit Herzen sind und Mundt Gott loben und Preisen zu aller Stund, 

und so ofte sie leuten hoeren, der Auferstehung erinnert werden.“

- 1634: Kirche Werlaburgdorf
- 1635: Kirche St. Cosmas und Damian von Salzgitter-Engelnstedt[9]

- 1637: St.-Jacobi-Kirche in Salzgitter-Reppner[10]
- 1642: Stadtkirche St. Nicolai in Kalbe/Milde